# Zenshu
Zenshu (全修。, Zenshū.) est une série d'animation originale produite par le studio MAPPA. Elle est réalisée par Mitsue Yamazaki et scénarisée par Kimiko Ueno. Elle est diffusée pour la première fois du 5 janvier au 23 mars 2025.

## Synopsis
La série se concentre sur Natsuko Hirose, une animatrice professionnelle, connue pour sa personnalité très timide. Malgré cela, son premier anime rencontre un succès instantané. Elle a enfin la chance de réaliser un film d'animation, mais se retrouve en difficulté avec le projet. En effet, il s'agit d'une comédie romantique, le genre qu'elle maîtrise le moins. L'animatrice meurt pendant la réalisation du projet après avoir mangé un bento périmé oublié par ses collègues. Elle se réveille plus tard dans l'univers de L'Anéantissement, le film d'animation de son enfance qui lui a donné sa vocation. Dans un premier temps déçue d'être réincarnée dans ce monde, elle découvre plus tard qu'elle a le pouvoir de redessiner les scènes de l'œuvre originale afin de changer le cours de celle-ci.

## Personnages
Natsuko Hirose (広瀬ナツ子, Hirose Natsuko)
Voix japonaise : Anna Nagase
Luke Braveheart (ルーク・ブレイブハート, Rūku Bureibuhāto)
Voix japonaise : Kazuki Ura (ja), voix française : Quentin Minon
Unio (ユニオ, Yunio)
Voix japonaise : Rie Kugimiya, voix française : Émilie Guillaume
Memelune (メメルン, Memerun) / Memmeln
Voix japonaise : Minori Suzuki, voix française : Helena Coppejans
QJ
Voix japonaise : Akio Suyama (ja), voix française : Jean-Paul Clerbois
Justice
Voix japonaise : Romi Park
Destiny Heartwarming (デステニー・ハートウォーミング, Desutenī Hātou-ōmingu)
Voix japonaise : Manaka Iwami (ja)
Chingosman
Voix japonaise : Kentaro Tone (ja)
Ganger
Voix japonaise : Masashi Yamane (ja)
Capitan
Voix japonaise : Katsuhisa Hōki (ja)
Admiral
Voix japonaise : Sayaka Ōhara
Patronne
Voix japonaise : Urara Takano, voix française : Colette Sodoyez
Haruko
Voix japonaise : Konomi Inagaki (en), voix française : Fanny Dumont
Baobab
Voix japonaise : Hisako Kyōda (en), voix française : Monique Clémont
Exist (イグジスト, Igujisuto)
Voix japonaise : Mamoru Miyano

## Production
Le 22 mars 2024, le studio MAPPA annonce travailler sur une nouvelle série originale. Elle sera réalisée par Mitsue Yamazaki et scénarisée par Kimiko Ueno avec Sumie Noro comme assistant réalisateur. Yoshiteru Tsujino s'occupe du design des personnages, Kayoko Ishikawa adapte le design pour l'animation et Yukari Hashimoto compose la musique,. La série est diffusée du 5 janvier au 23 mars 2025 au Japon sur TV Tokyo. Elle est également diffusée en simulcast sur Crunchyroll dans la plupart des pays. Une version française est réalisée par le studio de doublage Khobalt sous la direction artistique de Géraldine Frippiat.
Band-Maid interprète le générique de début intitulé Zen tandis que Sou interprète le générique de fin intitulé Tada, Kimo no Mama de. Dans l'épisode no 4, la chanson d'insertion de l'Exist ultime est I Am Ultimate Exister (僕は、超実在イグジストさ, Boku wa, chō jitsuzai igujisuto sa), interprétée par Exist (Mamoru Miyano) et Memmeln (Minori Suzuki).

### Liste des épisodes
| No | Titre français      | Titre japonais | Titre japonais | Date de 1re diffusion |
| No | Titre français      | Kanji          | Rōmaji         | Date de 1re diffusion |
| --- | ------------------- | -------------- | -------------- | --------------------- |
| 1 | Premières lignes.   | 始線。         | Shisen.        | 5 janvier 2025        |
| Natsuko Hirose, une réalisatrice d'anime prometteuse, prépare le storyboard d'un film de comédie romantique sur le premier amour. Cependant, ne l'ayant jamais vécu, elle se retrouve incapable de le dessiner. Victime d'une intoxication alimentaire pendant sa pause déjeuner, elle s'écroule subitement. À son réveil, elle se retrouve dans un endroit étrangement familier.                   |                     |                |                |                       |
| 2 | Défense désespérée. | 死守。         | Shishu.        | 12 janvier 2025       |
| Baobab, la prophète de la dernière ville, invite Natsuko à rejoindre les rangs des Neuf Guerriers, mais une dispute avec Luke met fin à leur relation. En cherchant un moyen de retourner à la réalité, elle se souvient que la dernière ville est de nouveau en danger, comme dans L'Anéantissement. Réalisant qu'elle ne peut peut-être pas revenir, elle décide de la protéger, quitte à mourir. |                     |                |                |                       |
| 3 | Le destin.          | 運命。         | Unmei.         | 19 janvier 2025       |
| Lors de la fête des récoltes de la dernière ville, les Neuf Guerriers profitent enfin d'un jour de repos. Luke y rencontre Destiny, la fille du maire, avec qui il tombe amoureux dans l'histoire originale de L'Anéantissement. Cependant, la réincarnation de Natsuko vient bouleverser leur destin.                                                                                              |                     |                |                |                       |
| 4 | Une éternité.       | 永遠。         | Eien.          | 26 janvier 2025       |
| Natsuko remarque le comportement étrange de Memmeln et se souvient d'une scène mystérieuse dans L'Anéantissement, où cette dernière tente de tuer Luke sans explication. Intriguée par ce mystère qui a toujours intrigué les fans du film, elle décide de la suivre, espérant ainsi découvrir la vérité cachée derrière cet acte inexpliqué.                                                       |                     |                |                |                       |
| 5 | La justice.         | 正義。         | Seigi.         | 2 février 2025        |
| Fière d'avoir vaincu de nombreux Voids, Natsuko se laisse gagner par l'arrogance. Pendant que les Neuf Guerriers distribuent de la nourriture aux orphelins à la demande de Destiny, Luke retrouve Justice, une ancienne camarade plongée dans la dépression. Mais alors qu'ils se rassemblent, une nouvelle menace approche de la ville.                                                           |                     |                |                |                       |
| 6 | Le changement.      | 変化。         | Henka.         | 9 février 2025        |
| Après sa première défaite contre un Void, Natsuko persiste dans son attitude égoïste. Luke, partagé entre la colère contre elle et ses inquiétudes pour Justice, peine à garder son calme. Pendant ce temps, le Void qu'ils n'avaient pas vaincu s'apprête à évoluer à nouveau. |                     |                |                |                       |
| 7 | Premier amour.      | 初恋。         | Hatsukoi.      | 16 février 2025       |
| Midori se souvient de Natsuko, sa camarade de classe au primaire, émue par L'Anéantissement. Ninomiya observe au collège, celle qui est fascinée par le dessin d'objets en mouvement. Aoi, un étudiant universitaire, voit en elle une lycéenne prometteuse, bientôt qualifiée de génie. Devenue animatrice, Natsuko réalise pourtant qu'elle ignore tout du « premier amour ».                     |                     |                |                |                       |
| 8 | La déclaration.     | 告白。         | Kokuhaku.      | 23 février 2025       |
| Partout où elle va, Natsuko est suivie par un oiseau étrange lui murmurant : « C'est inutile ! ». Pendant ce temps, Luke prend conscience de ses sentiments pour elle, mais peine à les exprimer. Sur les conseils de Justice, il décide alors de l'inviter à un rendez-vous. |                     |                |                |                       |
| 9 | Un héros.           | 勇者。         | Yūsha.         | 2 mars 2025           |
| Luke Braveheart, le héros légendaire qui a combattu toute sa vie, est tombé amoureux de Natsuko, découvrant enfin le plaisir de vivre. Natsuko, quant à elle, est perdue après l'aveu de ses sentiments. Alors que les événements s'écartent peu à peu de ceux de L'Anéantissement, elle se demande si, en suivant le même chemin que le film, la fin sera inévitablement la même.                  |                     |                |                |                       |
| 10 | Le chaos.           | 混乱。         | Konran.        | 9 mars 2025           |
| Natsuko se rend compte que le monde change rapidement pour suivre les événements de L'Anéantissement. Luke, agit avec courage, tenant son rôle de héros pour les habitants, tandis que Yunio s'inquiète pour lui. Parallèlement, Memmeln semble préparer un rituel suspect, et des rumeurs circulent sur la transformation des dessins de Natsuko en Voids.                                         |                     |                |                |                       |
| 11 | Le désespoir.       | 絶望。         | Zetsubō.       | 16 mars 2025          |
| Un grand nombre de Voids attaquent la dernière ville. Natsuko et Yunio sont dévorés par l'un d'entre eux. Les habitants se réjouissent de la mort de Natsuko, mais viennent chercher de l'aide auprès de Luke, le héros. Peu à peu, Luke perd de vue ses raisons de combattre les Voids et de protéger le dernier Soul Future.                                                                      |                     |                |                |                       |
| 12 | Tout refaire.       | 全修。         | Zenshū.        | 23 mars 2025          |
| Luke se change en Void Ultime, et l'histoire semble se diriger vers la même fin que dans L'Anéantissement. Face à l'impuissance de tous, le monde s'effondre, mais Natsuko et ses amis décident de se lever pour sauver Luke. La bataille finale contre le Void Ultime commence. |                     |                |                |                       |